# Kręczynka
Kręczynka (Spiranthes Rich.) – rodzaj roślin z rodziny storczykowatych (Orchidaceae). Liczy 41 gatunków, spośród których typowym jest kręczynka jesienna Spiranthes autumnalis, zarazem jedyny przedstawiciel rodzaju we florze Polski.

## Systematyka
Pozycja systematyczna według Angiosperm Phylogeny Website
Jeden z rodzajów podplemienia Spiranthinae w plemieniu Cranichideae w obrębie podrodziny storczykowych (Orchideae) z rodziny storczykowatych (Orchidaceae). Storczykowate są kladem bazalnym w rzędzie szparagowców Asparagales w obrębie jednoliściennych.
Pozycja rodziny w systemie Reveala (1994–1999)
Gromada okrytonasienne (Magnoliophyta Cronquist), podgromada Magnoliophytina Frohne & U. Jensen ex Reveal, klasa jednoliścienne (Liliopsida Brongn.), podklasa liliowe (Liliidae J.H. Schaffn.), nadrząd Lilianae Takht., rząd storczykowce (Orchidales Raf), podrząd Orchidineae Rchb., rodzina storczykowate (Orchidaceae Juss.), podplemię Spiranthinae Lindl. ex Meisn., rodzaj kręczynka (Spiranthes Rich.).
Wykaz gatunków
- Spiranthes aestivalis (Poir.) Rich.
- Spiranthes arcisepala M.C.Pace
- Spiranthes australis (R.Br.) Lindl.
- Spiranthes bightensis M.C.Pace
- Spiranthes brevilabris Lindl.
- Spiranthes casei Catling & Cruise
- Spiranthes cernua (L.) Rich.
- Spiranthes delitescens Sheviak
- Spiranthes diluvialis Sheviak
- Spiranthes eatonii Ames ex P.M.Br.
- Spiranthes flexuosa (Sm.) Lindl.
- Spiranthes graminea Lindl.
- Spiranthes igniorchis M.C.Pace
- Spiranthes incurva (Jenn.) M.C.Pace
- Spiranthes infernalis Sheviak
- Spiranthes lacera (Raf.) Raf.
- Spiranthes laciniata (Small) Ames
- Spiranthes longilabris Lindl.
- Spiranthes lucida (H.H.Eaton) Ames
- Spiranthes magnicamporum Sheviak
- Spiranthes maokensis M.C.Pace
- Spiranthes nebulorum Catling & V.R.Catling
- Spiranthes niklasii M.C.Pace
- Spiranthes ochroleuca (Rydb.) Rydb.
- Spiranthes odorata (Nutt.) Lindl.
- Spiranthes ovalis Lindl.
- Spiranthes perexilis (Sheviak) M.C.Pace
- Spiranthes pitouchaoensis S.S.Ying
- Spiranthes porrifolia Lindl.
- Spiranthes praecox (Walter) S.Watson
- Spiranthes pusilla (Blume) Miq.
- Spiranthes romanzoffiana Cham.
- Spiranthes sinensis (Pers.) Ames
- Spiranthes spiralis (L.) Chevall. – kręczynka jesienna
- Spiranthes suishaensis (Hayata) Schltr.
- Spiranthes sunii Boufford & Wen H.Zhang
- Spiranthes sylvatica P.M.Br.
- Spiranthes torta (Thunb.) Garay & H.R.Sweet
- Spiranthes triloba (Small) K.Schum.
- Spiranthes tuberosa Raf.
- Spiranthes vernalis Engelm. & A.Gray

Mieszańce
- Spiranthes × eamesii P.M.Br.
- Spiranthes × heteroaustralis J.M.H.Shaw
- Spiranthes × hongkongensis S.Y.Hu & Barretto
- Spiranthes × intermedia Ames
- Spiranthes × kapnosperia M.C.Pace
- Spiranthes × sierrae M.C.Pace
- Spiranthes × simpsonii Catling & Sheviak
- Spiranthes × stellata P.M.Br., Dueck & K.M.Cameron
- Spiranthes × zahlbruckneri H.Fleischm.